# Máxima verossimilhança
Em estatística, a estimativa por máxima verossimilhança (maximum-likelihood estimation- MLE) é um método para estimar os parâmetros de um modelo estatístico. Assim, a partir de um conjunto de dados e dado um modelo estatístico, a estimativa por máxima verossimilhança estima valores para os diferentes parâmetros do modelo.
Por exemplo, alguém pode estar interessado na altura de girafas fêmeas adultas, mas devido à restrições de custo ou tempo, medir a altura de todas essas girafas de uma população pode ser impossível. Podemos assumir que as alturas são normalmente distribuídas (modelo estatístico), mas desconhecemos a média e variância (parâmetros do modelo) dessa distribuição. Esses parâmetros da distribuição podem então ser estimados por MLE a partir da medição de uma amostra da população. O método busca aqueles valores para os parâmetros de maneira a maximizar a probabilidade dos dados amostrados, dado o modelo assumido (no caso, distribuição normal).
De maneira geral, posto um conjunto de dados e um modelo estatístico, o método de máxima verossimilhança estima os valores dos diferentes parâmetros do modelo estatístico de maneira a maximizar a probabilidade dos dados observados (isto é, busca parâmetros que maximizem a função de verossimilhança). O método de máxima verossimilhança apresenta-se como um método geral para estimação de parâmetros, principalmente no caso de distribuições normais.

## História

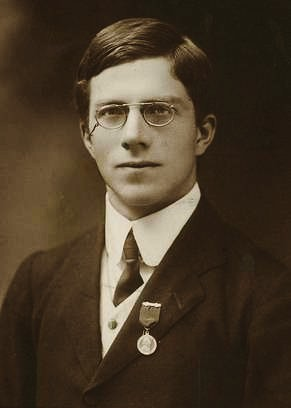
Ronald Fisher em 1913

Foi recomendado, analisado e popularizado por R. A. Fisher entre 1912 e 1922, ainda que tenha sido utilizado antes por Carl Friedrich Gauss, Pierre-Simon Laplace, Thorvald N. Thiele e Francis Edgeworth. A determinação de regiões de confiança em torno de estimativas dos parâmetros só foi possível a partir da publicação, em 1938, do Teorema de Wilk's.

## Fundamentos
Suponha-se que se tenha uma amostra x1, x2, …, xn de n observações independentes e identicamente distribuídas extraídas de uma função de distribuição desconhecida com função densidade (ou função probabilidade) f0(·). Se sabe, porém, que f0 pertence a uma família de distribuições { f(·|θ), θ ∈ Θ }, chamada modelo paramétrico, de maneira que f0 corresponde a θ = θ0, que é o verdadeiro valor do parâmetro. Se deseja encontrar o valor {\displaystyle \scriptstyle {\hat {\theta }}} (ou estimador) que esteja o mais próximo possível ao verdadeiro valor θ0.
Tanto xi como θ podem ser vetores.
A ideia desse método é encontrar primeiro a função densidade de todas as observações, que sob condições de independência, é
{\displaystyle f(x_{1},x_{2},\ldots ,x_{n}\;|\;\theta )=f(x_{1}|\theta )\cdot f(x_{2}|\theta )\cdots f(x_{n}|\theta )\,}
Observando esta função sob um ângulo ligeiramente distinto, pode-se supor que os valores observados x1, x2, …, xn são fixos enquanto que θ pode variar livremente. Esta é a função de verossimilhança:
{\displaystyle {\mathcal {L}}(\theta \,|\,x_{1},\ldots ,x_{n})=\prod _{i=1}^{n}f(x_{i}|\theta ).}
Na prática, é geralmente usado o logaritmo dessa função:
{\displaystyle {\hat {\ell }}(\theta \,|\,x_{1},\ldots ,x_{n})=\ln {\mathcal {L}}=\sum _{i=1}^{n}\ln f(x_{i}|\theta ).}
O método da máxima verossimilhança estima θ0 buscando o valor de θ que maximiza {\displaystyle \scriptstyle {\hat {\ell }}(\theta |x)}. Este é o chamado estimador de máxima verossimilhança (MLE) de θ0:
{\displaystyle {\hat {\theta }}_{\mathrm {mle} }={\underset {\theta \in \Theta }{\operatorname {arg\,max} }}\ {\hat {\ell }}(\theta \,|\,x_{1},\ldots ,x_{n}).}
Às vezes, esse estimador é uma função explícita dos dados observados x1, …, xn, mas muitas vezes se precisa recorrer à otimizações numéricas. Também pode acontecer que o máximo não seja único ou não exista.
Na exposição anterior, a independência das observações foi assumida, mas não é um requisito necessário: é suficiente para poder construir a função de probabilidade conjunta dos dados para poder aplicar o método. Um contexto em que isso é comum é a análise de séries temporais.

## Propriedades do estimador de máxima verossimilhança
Em muitos casos, o estimador obtido por máxima verossimilhança possui um conjunto de propriedades assintóticas atrativas:
- consistência,
- normalidade assintótica,
- eficiência,
- e inclusive eficiência de segunda ordem depois de corrigir o viés.

### Consistência
Sob certas condições bastante habituais, o estimador de máxima verossimilhança é consistente: se o número de observações n tende ao infinito, o estimador {\displaystyle \scriptstyle {\hat {\theta }}} converge em probabilidade a seu valor verdadeiro:
{\displaystyle {\hat {\theta }}_{\mathrm {mle} }\ {\xrightarrow {p}}\ \theta _{0}\ .}
Sob condições um pouco mais fortes, a convergência é quase certa:
{\displaystyle {\hat {\theta }}_{\mathrm {mle} }\ {\xrightarrow {a.s.}}\ \theta _{0}\ .}

### Normalidade assintótica 2
Se as condições de consistência forem atendidas e também,
1. {\displaystyle \theta _{0}\in interior(\theta )} ;
2. {\displaystyle f(x|\theta )>0} e é duas vezes continuamente diferenciável em relação a θ em algum entorno N de θ0;
3. ∫ supθ∈N||∇θf(x|θ)||dx < ∞, y ∫ supθ∈N||∇θθf(x|θ)||dx < ∞;
4. I = E[∇θlnf(x|θ0) ∇θlnf(x|θ0)′] existe e não é singular;
5. {\displaystyle E[sup_{\theta \in N}\parallel \bigtriangledown _{\theta \theta }\ln(f(x|\theta ))\parallel ]<\infty },

então o estimador de probabilidade máxima tem uma distribuição assintótica normal:
{\displaystyle {\sqrt {n}}{\big (}{\hat {\theta }}_{\mathrm {mle} }-\theta _{0}{\big )}\ {\xrightarrow {d}}\ {\mathcal {N}}(0,\,I^{-1}).}

### Invariância funcional
Se {\displaystyle {\widehat {\theta }}} é o EMV de θ e g(θ) é uma transformação de θ, então o EMV de α = g(θ) é
{\displaystyle {\widehat {\alpha }}=g({\widehat {\theta }}).\,\!}
Além disso, o EMV é invariável contra certas transformações de dados. De fato se {\displaystyle Y=g(X)} e {\displaystyle g} uma aplicação bijetiva que não depende dos parâmetros estimados, a função densidade de Y é
{\displaystyle f_{Y}(y)=f_{X}(x)/|g'(x)|}
Ou seja, as funções de densidade de X e Y diferem apenas em um termo que não depende dos parâmetros. Então, por exemplo, o EMV para os parâmetros de uma distribuição log-normal são os mesmos que os de uma distribuição normal ajustada sobre o logaritmo dos dados de entrada.

### Outras propriedades
O EMV é √n-consistente e assintoticamente eficiente. Em particular, isto significa que o viés é zero até a ordem n−1/2. Entretanto, ao obter os termos de ordem mais alta da expansão de Edgeworth da distribuição do estimador, θemv tem um viés de ordem −1. Este viés é igual a
{\displaystyle b_{s}\equiv \operatorname {E} [({\hat {\theta }}_{\mathrm {mle} }-\theta _{0})_{s}]={\frac {1}{n}}\cdot I^{si}I^{jk}{\big (}{\tfrac {1}{2}}K_{ijk}+J_{j,ik}{\big )},}
fórmula onde se tem adotado a convenção de Einstein para expressar somas; I jk representa l j,k-ésima componente da inversa da matriz de informação de Fisher e
{\displaystyle {\tfrac {1}{2}}K_{ijk}+J_{j,ik}=\operatorname {E} {\bigg [}\;{\frac {1}{2}}{\frac {\partial ^{3}\ln f_{\theta _{0}}(x_{t})}{\partial \theta _{i}\,\partial \theta _{j}\,\partial \theta _{k}}}+{\frac {\partial \ln f_{\theta _{0}}(x_{t})}{\partial \theta _{j}}}{\frac {\partial ^{2}\ln f_{\theta _{0}}(x_{t})}{\partial \theta _{i}\,\partial \theta _{k}}}\;{\bigg ]}.}
Graças a essas fórmulas, é possível estimar o viés de segunda ordem do estimador e corrigi-lo por subtração:
{\displaystyle {\hat {\theta }}_{\mathrm {mle} }^{*}={\hat {\theta }}_{\mathrm {mle} }-{\hat {b}}.}
Este estimador, sem viés até a ordem n−1, se chama estimador de máxima verossimilhança com correção do viés.

## Exemplos

### Distribuição uniforme discreta
Suponha que n bolas numeradas de 1 a n sejam colocadas em uma urna e que uma delas seja sorteada aleatoriamente. Se n for desconhecido, seu EMV é o número m que aparece na bola extraída: a função de verossimilhança é 0 para n < m e 1/n para n ≥ m; que alcança seu máximo quando n = m. O valor esperado de {\displaystyle {\hat {n}}} , é (n + 1)/2. Como consequência, o EMV de n subestimará o verdadeiro valor de n por (n − 1)/2.

### Distribuição discreta com parâmetros discretos
Suponha-se que uma moeda inclinada seja jogada no ar 80 vezes. A amostra resultante pode ser algo assim como x1 = H, x2 = T, ..., x80 = T, e se conta o número de caras, "H". A probabilidade que se obtenha cara é  p e a de que se obtenha coroa, 1 − p (de modo que p é o parâmetro θ). Suponha-se que se obtenha 49 caras e 31 coroas. Imagine-e que a moeda foi extraída de uma caixa contendo três delas e que estas tem probabilidades p iguais a 1/3, 1/2 e 2/3 ainda que não se saiba qual delas é qual.
A partir dos dados obtidos do experimento se pode saber qual é a moeda com a máxima verossimilhança. Usando a função de probabilidade da distribuição binomial com uma amostra de tamanho 80, número de êxitos igual a 49 e distintos valores de p, a função de verossimilhança toma os seguintes três valores:
{\displaystyle {\begin{aligned}\Pr(\mathrm {H} =49\mid p=1/3)&={\binom {80}{49}}(1/3)^{49}(1-1/3)^{31}\approx 0.000,\\[6pt]\Pr(\mathrm {H} =49\mid p=1/2)&={\binom {80}{49}}(1/2)^{49}(1-1/2)^{31}\approx 0.012,\\[6pt]\Pr(\mathrm {H} =49\mid p=2/3)&={\binom {80}{49}}(2/3)^{49}(1-2/3)^{31}\approx 0.054.\end{aligned}}}
A verossimilhança é máxima quando p = 2/3 e este é, portanto, o EMV de p.

### Distribuição discreta com parâmetros contínuos
Agora, suponha que houvesse apenas uma moeda, mas sua p poderia ter sido qualquer valor 0 ≤ p ≤ 1. A função de probabilidade a ser maximizada é
{\displaystyle L(p)=f_{D}(\mathrm {H} =49\mid p)={\binom {80}{49}}p^{49}(1-p)^{31},}
e a maximização está acima de todos os valores possíveis 0 ≤ p ≤ 1.

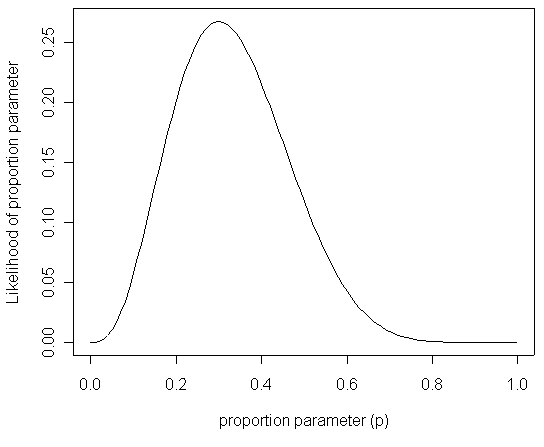
Probabilidade de diferentes valores de parâmetros de proporção para um processo binomial com t = 3 e n = 10

Uma maneira de maximizar essa função é por diferenciação com relação a p e definindo para zero:
{\displaystyle {\begin{aligned}{0}&{}={\frac {\partial }{\partial p}}\left({\binom {80}{49}}p^{49}(1-p)^{31}\right)\\[8pt]&{}\propto 49p^{48}(1-p)^{31}-31p^{49}(1-p)^{30}\\[8pt]&{}=p^{48}(1-p)^{30}\left[49(1-p)-31p\right]\\[8pt]&{}=p^{48}(1-p)^{30}\left[49-80p\right]\end{aligned}}}
a qual tem soluções p = 0, p = 1, e p = 49/80. A solução que maximiza a probabilidade é claramente p = 49/80 (desde que p = 0 e p = 1 resulta em uma probabilidade zero). Então o estimador de probabilidade máxima para p é 49/80.
Esse resultado é facilmente generalizado substituindo uma letra como t no lugar de 49 para representar o número observado de 'sucessos' de nossos ensaios de Bernoulli, e uma letra tal como n no lugar de 80 para representar o número de ensaios de Bernoulli. Exatamente o mesmo cálculo produz o estimador de probabilidade máxima t / n para qualquer sequência de n ensaios de Bernoulli resultando em t 'sucessos'.

### Distribuição contínua com parâmetros contínuos
Para a distribuição normal {\displaystyle {\mathcal {N}}(\mu ,\sigma ^{2})} a qual tem função densidade de probabilidade
{\displaystyle f(x\mid \mu ,\sigma ^{2})={\frac {1}{{\sqrt {2\pi }}\ \sigma \ }}\exp {\left(-{\frac {(x-\mu )^{2}}{2\sigma ^{2}}}\right)},}
a função densidade de probabilidade correspondente para uma amostra de n variáveis aleatórias variáveis aleatórias independentes e identicamente distribuídas normais (a probabilidade) é
{\displaystyle f(x_{1},\ldots ,x_{n}\mid \mu ,\sigma ^{2})=\prod _{i=1}^{n}f(x_{i}\mid \mu ,\sigma ^{2})=\left({\frac {1}{2\pi \sigma ^{2}}}\right)^{n/2}\exp \left(-{\frac {\sum _{i=1}^{n}(x_{i}-\mu )^{2}}{2\sigma ^{2}}}\right),}
ou mais convenientemente:
{\displaystyle f(x_{1},\ldots ,x_{n}\mid \mu ,\sigma ^{2})=\left({\frac {1}{2\pi \sigma ^{2}}}\right)^{n/2}\exp \left(-{\frac {\sum _{i=1}^{n}(x_{i}-{\bar {x}})^{2}+n({\bar {x}}-\mu )^{2}}{2\sigma ^{2}}}\right),}
onde {\displaystyle {\bar {x}}} é a média amostral.
Esta família de distribuições possui dois parâmetros: θ = (μ, σ), então maximizamos a verossimilhança, {\displaystyle {\mathcal {L}}(\mu ,\sigma )=f(x_{1},\ldots ,x_{n}\mid \mu ,\sigma )}, sobre os dois parâmetros simultaneamente ou, se possível, individualmente.
Dado que logaritmo é uma função contínua estritamente crescente sobre o contradomínio da verossimilhança, os valores que maximizam a verossimilhança também maximizarão seu logaritmo. Como maximizar o logaritmo geralmente requer álgebra mais simples, é o logaritmo que é maximizado abaixo.  (Nota: a verossimilhança de log está intimamente relacionada a entropia da informação e informação de Fisher.)
{\displaystyle {\begin{aligned}0&={\frac {\partial }{\partial \mu }}\log \left(\left({\frac {1}{2\pi \sigma ^{2}}}\right)^{n/2}\exp \left(-{\frac {\sum _{i=1}^{n}(x_{i}-{\bar {x}})^{2}+n({\bar {x}}-\mu )^{2}}{2\sigma ^{2}}}\right)\right)\\[6pt]&={\frac {\partial }{\partial \mu }}\left(\log \left({\frac {1}{2\pi \sigma ^{2}}}\right)^{n/2}-{\frac {\sum _{i=1}^{n}(x_{i}-{\bar {x}})^{2}+n({\bar {x}}-\mu )^{2}}{2\sigma ^{2}}}\right)\\[6pt]&=0-{\frac {-2n({\bar {x}}-\mu )}{2\sigma ^{2}}}\end{aligned}}}
que é resolvido por
{\displaystyle {\hat {\mu }}={\bar {x}}=\sum _{i=1}^{n}x_{i}/n.}
Este é realmente o máximo da função, pois é o único ponto de virada em μ e a segunda derivada é estritamente menor que zero. Seu valor esperado é igual ao parâmetro μ da distribuição dada,
{\displaystyle E\left[{\widehat {\mu }}\right]=\mu ,\,}
o que significa que o estimador de verossimilhança máxima {\displaystyle {\widehat {\mu }}} é imparcial.
Similarmente diferenciamos a verossimilhança de log em relação a σ e equivale a zero:
{\displaystyle {\begin{aligned}0&={\frac {\partial }{\partial \sigma }}\log \left(\left({\frac {1}{2\pi \sigma ^{2}}}\right)^{n/2}\exp \left(-{\frac {\sum _{i=1}^{n}(x_{i}-{\bar {x}})^{2}+n({\bar {x}}-\mu )^{2}}{2\sigma ^{2}}}\right)\right)\\[6pt]&={\frac {\partial }{\partial \sigma }}\left({\frac {n}{2}}\log \left({\frac {1}{2\pi \sigma ^{2}}}\right)-{\frac {\sum _{i=1}^{n}(x_{i}-{\bar {x}})^{2}+n({\bar {x}}-\mu )^{2}}{2\sigma ^{2}}}\right)\\[6pt]&=-{\frac {n}{\sigma }}+{\frac {\sum _{i=1}^{n}(x_{i}-{\bar {x}})^{2}+n({\bar {x}}-\mu )^{2}}{\sigma ^{3}}}\end{aligned}}}
que é resolvido por
{\displaystyle {\widehat {\sigma }}^{2}=\sum _{i=1}^{n}(x_{i}-{\widehat {\mu }})^{2}/n.}
Inserindo {\displaystyle {\widehat {\mu }}} obtem-se
{\displaystyle {\widehat {\sigma }}^{2}={\frac {1}{n}}\sum _{i=1}^{n}(x_{i}-{\bar {x}})^{2}={\frac {1}{n}}\sum _{i=1}^{n}x_{i}^{2}-{\frac {1}{n^{2}}}\sum _{i=1}^{n}\sum _{j=1}^{n}x_{i}x_{j}.}
Para calcular seu valor esperado, é conveniente reescrever a expressão em termos de variáveis aleatórias com média zero (erro estatístico)  {\displaystyle \delta _{i}\equiv \mu -x_{i}}. Expressar a estimativa nessas variáveis resulta
{\displaystyle {\widehat {\sigma }}^{2}={\frac {1}{n}}\sum _{i=1}^{n}(\mu -\delta _{i})^{2}-{\frac {1}{n^{2}}}\sum _{i=1}^{n}\sum _{j=1}^{n}(\mu -\delta _{i})(\mu -\delta _{j}).}
Simplificando a expressão acima, utilizando os fatos que {\displaystyle E\left[\delta _{i}\right]=0} e {\displaystyle E[\delta _{i}^{2}]=\sigma ^{2}}, nos permite obter
{\displaystyle E\left[{\widehat {\sigma ^{2}}}\right]={\frac {n-1}{n}}\sigma ^{2}.}
Isso significa que o estimador {\displaystyle {\widehat {\sigma }}} é tendencioso. Contudo, {\displaystyle {\widehat {\sigma }}} é consistente.
Formalmente dizemos que o estimador de máxima verossimilhança (EMV) para {\displaystyle \theta =(\mu ,\sigma ^{2})} é:
{\displaystyle {\widehat {\theta }}=\left({\widehat {\mu }},{\widehat {\sigma }}^{2}\right).}
Neste caso os EMVs pode ser obtido individualmente. Em geral, esse pode não ser o caso, e o EMVs teria que ser obtido simultaneamente.

### Variáveis não independentes
Pode ser que as variáveis estejam correlacionadas, ou seja, não sejam independentes. Duas variáveis aleatórias X e Y são independentes apenas se a função de densidade de probabilidade conjunta for o produto das funções individuais de densidade de probabilidade, i.e.
{\displaystyle f(x,y)=f(x)f(y)\,}
Suponha que se construa um vetor Gaussiano de ordem n fora de variáveis aleatórias {\displaystyle (x_{1},\ldots ,x_{n})\,}, onde cada variável tem médias dadas por {\displaystyle (\mu _{1},\ldots ,\mu _{n})\,}. Além disso, faz-se a matriz de covariância ser indicada por {\displaystyle \Sigma ,}
A função densidade de probabilidade conjunta dessas n variáveis randômicas é então dada por:
{\displaystyle f(x_{1},\ldots ,x_{n})={\frac {1}{(2\pi )^{n/2}{\sqrt {{\text{det}}(\Sigma )}}}}\exp \left(-{\frac {1}{2}}\left[x_{1}-\mu _{1},\ldots ,x_{n}-\mu _{n}\right]\Sigma ^{-1}\left[x_{1}-\mu _{1},\ldots ,x_{n}-\mu _{n}\right]^{T}\right)}
Nos dois casos variáveis, a função densidade de probabilidade conjunta é dada por:
{\displaystyle f(x,y)={\frac {1}{2\pi \sigma _{x}\sigma _{y}{\sqrt {1-\rho ^{2}}}}}\exp \left[-{\frac {1}{2(1-\rho ^{2})}}\left({\frac {(x-\mu _{x})^{2}}{\sigma _{x}^{2}}}-{\frac {2\rho (x-\mu _{x})(y-\mu _{y})}{\sigma _{x}\sigma _{y}}}+{\frac {(y-\mu _{y})^{2}}{\sigma _{y}^{2}}}\right)\right]}
Neste e em outros casos em que existe uma função de densidade articular, a função de probabilidade é definida como acima, em Fundamentos, usando essa densidade.